# Brunswick (Melbourne)
Brunswick és un barri de la ciutat de Melbourne, Victòria, Austràlia, a 4 quilòmetres al nord del centre de la ciutat. Al cens de 2016, Brunswick tenia 24.473 habitants.
Brunswick ha estat un barri tradicionalment de classe treballadora amb grans comunitats italianes i gregues. Actualment és un barri caracteritzat per la cultura, les arts, i la música en directe. Compta amb una gran població d'estudiants degut a la seva proximitat amb la Universitat de Melbourne i la Universitat de RMIT. El carrer principal del barri de Brunswick és Sydney Road.
El barri rep el seu nom del rei George IV i la ciutat de Brunswick, Alemanya. Fa frontera al sud amb el barri de Princess Hill i Parkville, a l'est amb Brunswick Est, al nord amb el barri de Coburg, i a l'oest amb Brunswick Oest.